# جون وندغرين (دراج)
جون وندغرين هو دراج دنماركي، ولد في 30 يوليو 1940 في آرهوس في الدنمارك.

## وصلات خارجية
- جون وندغرين (دراج) على موقع أرشيف الدراجات (الإنجليزية)
- جون وندغرين (دراج) على موقع أوليمبيديا (الإنجليزية)